# Sepp Herberger
Josef « Sepp » Herberger (28 mars 1897, Mannheim - 28 avril 1977, Mannheim, RFA), a été entraîneur de l'équipe d'Allemagne de football de 1936 à 1942 et de 1949 à 1964 et aussi entraîneur par intérim de l'Eintracht Francfort (1945-1946).

## Biographie

### Entraîneur
Bien qu'il n'ait pas été le premier entraîneur de l'équipe nationale, il compte parmi ses fondateurs. Il est aussi l'artisan des premiers succès allemands, surtout de la victoire surprise en finale de la Coupe du monde de football 1954 face à la Hongrie, dit le « miracle de Berne ». Ce succès fut considéré en Allemagne comme l'un des moments clé du renouveau identitaire, ce qui aida à forger le mythe.
Il prit les rênes de l'équipe nationale après l'échec lors des Jeux olympiques d'été de 1936, et commença un travail de construction à long terme. Sa position passive face au nazisme lui posa d'ailleurs quelques problèmes après la Seconde Guerre mondiale. Il fut présenté, par la suite, par ses joueurs comme apolitique, la politique et les exigences du parti nazi étant savamment ignorées lors des entraînements de l'équipe nationale. Cependant, ses télégrammes de l'époque étaient signés par « Heil Hitler ».
Son travail de « construction de l'équipe idéale » (à sa mort, il laissa une quantité très importante de notes) porte ses fruits en 1954, lorsque son équipe, axée sur des joueurs comme Fritz Walter ou Helmut Rahn, est sacrée championne du monde face à la Hongrie pourtant archi-favorite. À la suite de ce titre, il peine à rajeunir l'effectif, restant très attaché à ses anciennes vedettes. Malgré les déceptions successives, il reste longtemps indiscutable à son poste en raison de la forte impression laissée par son titre mondial. Il n'est finalement remplacé par Helmut Schön que dix ans plus tard. Celui-ci conservera son poste jusqu'en 1978, l'Allemagne n'ayant ainsi connu que deux entraîneurs pendant plus de 40 ans.
Herberger reste dans l'histoire du football allemand comme le premier grand entraîneur, et est définitivement associé au renouveau des années 1950. Plusieurs phrases de base du vocabulaire footballistique allemand lui sont attribuées, telles que « Der Ball ist rund und ein Spiel dauert 90 Minuten » (La balle est ronde et une partie dure 90 minutes.), « Der schwerste Gegner ist immer der Nächste » (L'adversaire le plus dur est toujours le prochain) ou « Nach dem Spiel ist vor dem Spiel » (Après le match, c'est avant le match).
Il fut sélectionné 3 fois en équipe d'Allemagne de football.
Le stade Sepp-Herberger à Weinheim sa ville natale lui est dédié. Son épouse Eva est décédée en 1989.

### Palmarès
- Allemagne 
  - Vainqueur de la Coupe du monde de football 1954.

Distinctions personnelles
- 20e meilleur entraîneur de tous les temps par World Soccer: 2013[2],[3]